# Grönlands premiärminister

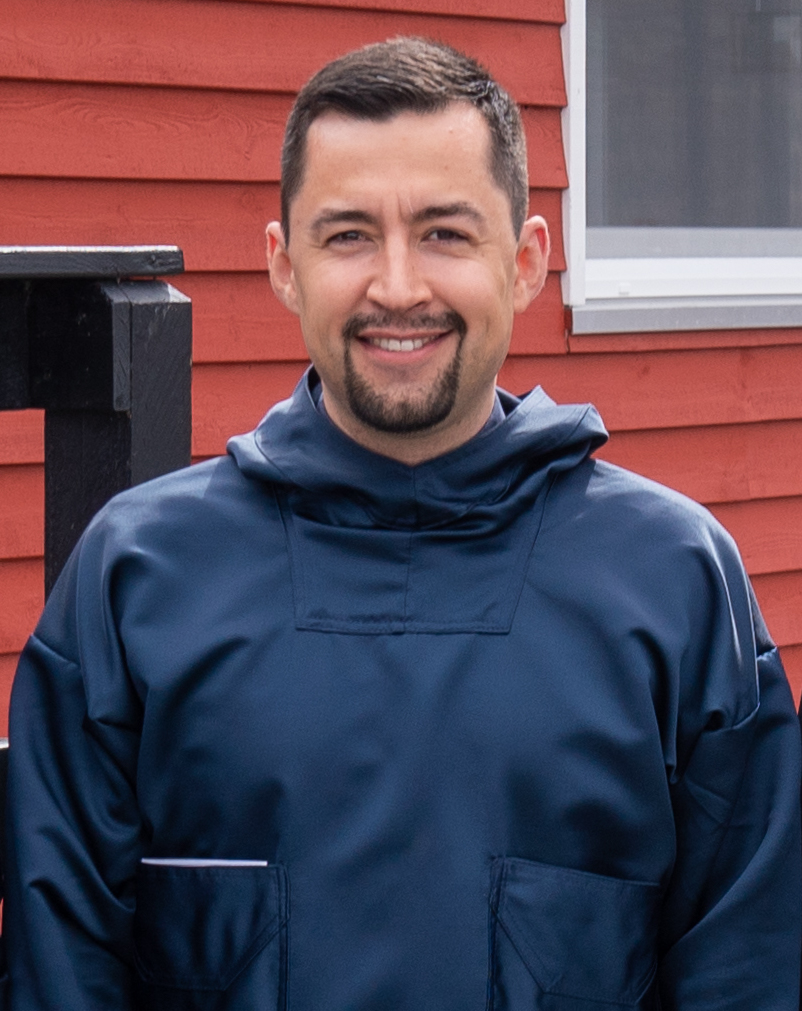
Tidigare premiärminister Mute Egede

Grönlands premiärminister, danska: Formand for Grønlands regering, före 2009 benämnd Landsstyreformand, (grönländska: Naalakkersuisut siulittaasuat) är ledare för Grönlands regering. 
Premiärministern väljs av det grönländska parlamentet och det är denne som väljer regeringen, kallad landsstyret.

## Landsstyreformænd och formænd for Grønlands regering
| Period    | Namn                  | Parti             | Bakgrund  | Not   |
| --------- | --------------------- | ----------------- | --------- | ----- |
| 1979–1991 | Jonathan Motzfeldt    | Siumut            | Präst     | [ 2 ] |
| 1991–1997 | Lars Emil Johansen    | Siumut            | Lärare    | [ 2 ] |
| 1997–2002 | Jonathan Motzfeldt    | Siumut            | Präst     | [ 2 ] |
| 2002–2009 | Hans Enoksen          | Siumut            | Politiker | [ 2 ] |
| 2009–2013 | Kuupik Kleist         | Inuit Ataqatigiit | Politiker | [ 2 ] |
| 2013–2014 | Aleqa Hammond         | Siumut            | Politiker | [ 2 ] |
| 2014–2021 | Kim Kielsen           | Siumut            | Polis     | [ 2 ] |
| 2021–2025 | Múte Bourup Egede     | Inuit Ataqatigiit | Politiker | [ 2 ] |
| 2025–     | Jens-Frederik Nielsen | Demokraatit       | Politiker | [ 3 ] |